# Ia Đrăng-i csata
Az Ia Đrăng-i csata volt az első nagyszabású összecsapás az észak-vietnámi és az amerikai csapatok között a vietnámi háború során. A csata 1965. november 14. és 20. között zajlott, és végül az észak-vietnámi csapatok visszavonulásával végződött.
A csata a nevét a Drang folyóról kapta, amely Plei Mei-től északnyugatra fut egy völgyben (a folyóhoz közel zajlott az ütközet).
1965. október 19-én az (Észak-)Vietnámi Néphadsereg (ÉNH) hadjáratot indított, és Pleikutól 40 km-re északnyugatra, Plei Mei mellett megtámadták az amerikai különleges erők egyik táborát. A VKH – az amerikai légierő támogatásával – visszaverte a támadást. Az újabb támadásra november 4-én került sor, ezért William Westmoreland tábornok több egységet is a körzetbe rendelt. Végül november 14–20. között több napon keresztül folyt a csata az Ia Đrăng-völgyben, miután a Nguyễn Hữu An által vezetett és újraszerveződött ÉNH-erők kimozdultak a Chu Phong hegységből, és összecsaptak az odavezényelt amerikai első lovashadosztály erőivel. A háromnapos csata végén az ÉNH csapatai visszavonultak.
Az elsőként az X-Ray kirakókörletbe érkező amerikai 7. lovassági ezred 1. zászlóalját érte a kezdeti észak-vietnámi támadás, amelyet a később megerősítésre került amerikai csapatok két nap és éjszaka (november 14–16.) tartó heves harcban visszavertek, súlyos veszteségeket okozva mind a reguláris Észak-vietnámi Néphadseregnek, mind a Vietkong gerilla erőinek.
A második, november 17-én végrehajtott meglepetésszerű támadás során az észak-vietnámi erőknek sikerült lerohanniuk és részekre tagolniuk az amerikai 7. lovassági ezred 2. zászlóaljának menetoszlopát az Albany kirakókörlet közelében. Ez volt az amerikai erők ellen végrehajtott legsikeresebb lesállás az egész vietnámi háború során.
A csata a 2002-ben készült Katonák voltunk című filmben elevenedik fel (amely a harci cselekményekből csak a november 14–16. között lezajlott eseményeket dolgozza fel).

## Előzmények
1965. november elején az 1. Lovassági Hadosztály 3. dandárja feladatul kapta egy „kutasd fel – semmisítsd meg” küldetés keretében, hogy lokalizálja azt az ellenséges erőt, amely sikertelenül kísérelte meg lerohanni a US Army Különleges Erőinek Plei Me-i bázisát (amely körülbelül 40 kilométerre délre helyezkedett el a 3. dandár települési helyétől Pleiku-ban). A 3. dandár napokon keresztül kutatta át a Plei Me-i bázis körzetét, de semmit sem találtak.
Westmoreland tábornok parancsot adott a kutatás kiterjesztésére nyugati irányban, a kambodzsai határ felé, de a követendő irányban bizonytalan dandárparancsnok, Thomas “Tim” Brown ezredes visszatért Pleikuba, hogy további felderítési információkat szerezzen a művelet végrehajtásához. Itt arra vonatkozó adatokat kapott, hogy az észak-vietnámi erők valamilyen csapatösszevonást hajtottak végre a Chu Pong hegyen a 13°34′11″N 107°40′54″E koordináta közelében, 22 kilométerre északnyugatra Plei Me-től. Brown ezredes úgy döntött, hogy ez az egyetlen követhető nyom, ami rendelkezésre áll, és harcfelderítés módszerével fogja ellenőrizni a valóságtartalmát.

## Kirakókörletek és a kezdeti terv
A harcfelderítés végrehajtására Brown ezredes a 7. Lovassági ezred 1. zászlóalját (parancsnok: Hal Moore alezredes) választotta ki, azzal a határozott utasítással, hogy ne kísérelje meg elfoglalni a hegyet. A területen számos tisztás volt alkalmas helikopteres kirakókörletnek, amelyeket többségében a NATO ABC betűivel jelöltek. Moore alezredes a következőket választotta ki:
- LZ X-Ray a 13°34′4.6″N 107°42′50.4″E koordinátán. Ez volt az 1. zászlóalj elsődleges kirakókörlete, egy lapos tisztás a Chu Pong hegy keleti lábánál, amelyet alacsony fák vettek körbe és nyugaton egy száraz patakmeder határolt. A Drang folyó körülbelül 2 kilométerre északnyugatra folyik tőle.
- LZ Albany a 13°35′43″N 107°42′55″E koordinátán, körülbelül 2,5 kilométerre északkeletre az X-Ray kirakókörlettől
- LZ Columbus a 13°35′20.8″N 107°44′29″E koordinátán, körülbelül 1,5 kilométerrel keletre az Albany kirakókörlettől
- LZ Tango a 13°35′28.8″N 107°42′46″E koordinátán, körülbelül 1,5 kilométerre északra az X-Ray kirakókörlettől
- LZ Yankee a 13°33′14.1″N 107°43′1.3″E koordinátán, körülbelül 1,5 kilométerre délre az X-Ray kirakókörlettől. A Yankee kirakókörlet ferde talajú volt és egyszerre csak 6-8 helikoptert volt képes fogadni.
- LZ Whiskey a 13°33′17.8″N 107°43′40.8″E koordinátán, körülbelül 1,5 kilométerre délkeletre az X-Ray kirakókörlettől
- LZ Victor a 13°33′33″N 107°43′47.8″E koordinátán körülbelül 3,5 kilométerre kelet-délkeletre az X-Ray kirakókörlettől

A tüzérségi támogatást nyújtó két tüzérüteg a FB Falcon tűztámogató pozícióban települt, a 13°37′22″N 107°45′51″E koordinátán, körülbelül 8 kilométerre északnyugatra az X-Ray kirakókörlettől.
Az X-Ray kirakókörlet nagyjából egy szabálytalan futballpálya-méretű terület volt, kelet-nyugati irányban körülbelül 100 méter kiterjedéssel. Úgy becsülték, hogy egy időben maximum 8 darab UH-1 Huey típusú helikoptert képes fogadni.
A 7. lovassági ezred 1. zászlóalja egy átlagos amerikai alegységnek számított abban az időben, amely 3 lövészszázadból (Alfától Charlie-ig betűzve) és egy nehézfegyveres támogató századból (Delta) épült fel, összesen körülbelül 450 fővel az állománytábla szerinti 765 főből.
A légiszállítás céljára 16 darab UH-1 Huey szállítóhelikopter állt rendelkezésre, amelyből egy-egy általában 10-12 teljes felszerelésű katonát volt képes elszállítani, így a zászlóaljnak számos „körre” volt szüksége a harcmezőre jutáshoz, egyszerre kevesebb, mint egy teljes századot kijuttatva. Minden „kör” körülbelül 30 percet vett igénybe.
Moore alezredes a Bravo századot jelölte ki elsőnek, a zászlóaljparancsnoki vezetési ponttal együtt, majd az Alfa, Charlie, végül a Delta század következett. Moore terve az volt, hogy a Bravo és az Alfa századot északnyugatra mozgatja, a patakmedren túlra, a Charlie századot pedig délre, a hegy felé. A Delta századot, amely felderítő szakaszt, aknavető és géppuskás szakaszokat tartalmazott, harcászati tartalékként tervezte alkalmazni. A kirakókörlet közepén egy nagy termeszvár volt, amely mellé később a zászlóalj vezetési pontja települt.

## Ütközet az X-Ray kirakókörletnél

### 1. nap
Kirakás
November 14-én, 30 perces tüzérségi előkészítés után (amely tüzérségi tüzet, levegő-föld rakétákat és légicsapásokat is magába foglalt), 10 óra 48 perckor a John Herren százados által vezetett Bravo század első elemei kirakásra kerültek az X-Ray kirakókörletben, Moore ezredessel és a zászlóalj vezetési ponttal együtt. Ahelyett, hogy a teljes kirakókörletet megpróbálták volna biztosítani a rendelkezésre álló korlátozott erőkkel, a Bravo század nagy részét a kirakókörlet közepén tartották mint csapásmérő erőt, mialatt kisebb alegységeket, járőröket küldtek a környező terület felderítésére.
Miután kirakásra kerültek, Herren százados előremozgatta a Bravo századot nyugati irányba, a kiszáradt patakmedren túlra. Körülbelül 30 percen belül, a John Mingo őrmester által vezetett raj meglepett és elfogott egy fegyvertelen észak-vietnámi katonát az ÉVNH 33. lövészezredéből. A hadifogolytól megtudták, hogy három észak-vietnámi zászlóalj helyezkedik el a Chu Pong hegyen (ekkor körülbelül 1600 észak-vietnámi állt szemben kevesebb, mint 200 amerikaival a harcmezőn).
11 óra 20 perckor kirakásra került a Bravo század fennmaradó része és a Tony Nadal százados által vezetett Alfa század egy szakasza. Ötven perccel később megérkezett a harmadik „kör”, az Alfa század nagy részével. Az Alfa század a Bravo mögött és attól balra foglalta el az állásait, északon a kiszáradt patakmeder mentén, nyugaton és délen pedig arra merőlegesen.
A harcmezőn 12 óra 15 perckor dördültek el az első lövések. A tüzet a Bravo század három szakasza kapta, amelyek a kiszáradt patakmedertől északnyugati irányba nyomultak előre a dzsungelben. Öt perccel később Herren százados utasította az 1. szakaszát (parancsnok Al Devney hadnagy) és a 2. szakaszát (parancsnok Henry Herrick hadnagy), hogy egymást biztosítva haladjanak előre, a 3. szakasz (parancsnok: Dennis Deal hadnagy) pedig tartalékként mögöttük mozogjon.
Az 1. szakasz körülbelül 100 méterre jutott nyugati irányba a patakmedertől, a 2. mögötte jobbra helyezkedett el, amikor alig 13 óra előtt az 1. szakaszt heves észak-vietnámi támadás érte mindkét szárnyáról. Az 1. szakasz több sebesültet veszített és képtelen volt manőverezni. Herrick hadnagy körülbelül ekkor rádiózott, hogy a jobbszárnyról lőnek rájuk és egy raj erejű ellenséget üldöznek abba az irányba.
Az elszigetelődött 2. szakasz
Az ellenséget üldözve a jobbszárnya felé, a 2. szakasz gyorsan eltávolodott több mint 50 méterre a Bravo század és több mint 100 méterre a zászlóalj többi részétől. Herrick hadnagy hamarosan megkérdezte rádión Herren századostól, hogy átkelhet-e egy tisztáson vagy kerülje meg azt a bozótosban. A szakaszparancsnok amiatt aggódott, hogy az ellenség elvághatja a zászlóaljtól, ha megkerülik a tisztást, ezért megpróbált átvágni rajta. A 2. szakasz a tisztáson heves tűzharcba keveredett az ellenséggel, és a harc első három-négy percében súlyos veszteségeket okozott az észak-vietnámiaknak, saját veszteségek nélkül. Herrick hadnagy hamarosan jelentette rádión, hogy az ellenség mindkét szárnya felől közeledik. Herren százados parancsot adott, hogy a 2. szakasz vonuljon vissza, és vegye fel újra a kapcsolatot az 1. szakasszal. Herrick jelentette, hogy nagyobb ellenséges erő van a két szakasz között. A 2. szakasz elszenvedte az első veszteségeit, ahogy az észak-vietnámi támadás folytatódott, és kénytelen volt körkörös biztosítást szervezni egy kis dombon. 25 perc alatt a 2. szakasz öt halottat veszített, köztük Herrick hadnagyot. A parancsnokságot Carl Palmer őrmester vette át. Halála előtt Herrick hadnagy utasította a katonáit, hogy semmisítsék meg a híradókódok táblázatát és kérjenek légitámogatást. Miután Palmer őrmester és Robert Stokes őrmester is elesett, Ernie Savage őrmester vette át a parancsnokságot. Hivatalosan Mac McHenry főtörzsőrmester lett volna a parancsnok, de ő valahol máshol tartózkodott a külső biztosításban. Savage őrmester azért vette át a parancsnokságot, mert közel helyezkedett el a rádióhoz, és ezután ismételt tüzérségi csapásokat kért a szakasz állásai köré. Ekkorra a 2. szakasz 8 halottat és 13 sebesültet veszített.
Savage őrmester vezetésével és a szakasz egészségügyi katonájának, Charlie Lose kiemelkedő helytállásával a 2. szakasz megtartotta állását a kis dombon az X-Ray kirakókörletért vívott harc alatt. Galen Bungum szakaszvezető később ezt mondta a dombon vívott harcról:
„Az összes teli tárat összegyűjtöttük és fölhalmoztuk magunk előtt. Lehetetlen volt lövészteknőt ásni. A gyalogsági ásóm nyelét ellőtték, és az egyik kulacsomat is kilyukasztották. Olyan heves volt a tűz, hogy aki megpróbált fölemelkedni az ásáshoz, meghalt. Halál és pusztítás volt mindenhol.”
Savage őrmester később felidézte az ismétlődő észak-vietnámi támadásokat:
„Úgy tűnt, nem törődnek vele, hányan halnak meg. Néhányan csak botorkáltak, egyenesen felénk. Néhánynak csak lógott a fegyvere és puszta kézzel rohamoztak. Nem fogyott el a lőszerem – volt körülbelül 30 táram a hátizsákomban. És nem volt probléma az M-16-osommal. Sötétedés előtt egy órával három ember jött az állásaink felé. Tőlem 5 méterre öltem meg mindhármat.”
Harc a patakmederért
Mialatt a Bravo század 2. szakasza elszigetelődött és körbevette az ellenség, a zászlóalj többi alegysége azért harcolt, hogy tartsa állásait a kirakókörlet körül. 13 óra 32 perckor megérkezett a Charlie század, Bob Edwards százados vezetésével, és a kirakókörlettől délre és délnyugatra foglalt állást a hegy felé nézve. 13 óra 45 perc körül Moore alezredes a harcmező fölött egy helikopteren tartózkodó zászlóalj hadműveleti főnökén (Matt Dillon őrnagy) keresztül tüzérségi tüzet és légicsapásokat kért a hegyre, hogy megakadályozza az észak-vietnámiak előrenyomulását a zászlóalj pozíciója felé.
Az Alfa század 3. szakasza (parancsnok: Bob Taft hadnagy) körülbelül 150 észak-vietnámi katonával került szembe, akik déli irányból támadtak. A szakasz katonái ledobták a hátizsákjaikat, és előremozogtak, hogy megtámadják az ellenséget. A kibontakozó tűzharcban az elöl haladókat elvesztették, köztük Taft hadnagyot is, és a 3. szakaszt visszavetették. Lorenzo Nathan őrmester, egy koreai veterán vette át a parancsnokságot, és a 3. szakasznak sikerült megállítania az észak-vietnámiakat a patakmederben. Az észak-vietnámiak megpróbálták balról átkarolni a Bravo századot, és így az Alfa 3. szakaszának jobb oldalába is kerülni, de az Alfa század 2. szakasza (parancsnok: Walter “Joe” Marm hadnagy) megállította őket.
Moore alezredes az Alfa század 2. szakaszát a Bravo századhoz rendelte, hogy a Bravo század képes legyen eljutni az elszigetelt 2. szakaszához. Az új állásaiból az Alfa 2. szakasza körülbelül 80 főnyi veszteséget okozott az észak-vietnámiaknak, a gyalogsági fegyvereik, géppuskáik tüzével és kézigránátokkal. A tűzharc észak-vietnámi túlélői visszajutottak a patakmederig, de ott az Alfa század tüzében estek el. Taft hadnagy dögcéduláit egy észak-vietnámi katonán találták meg, akit az Alfa 3. szakasza ölt meg. Felháborodva azon, hogy a káoszban Taft holttestét hátrahagyták a harcmezőn, maga Nadal százados és a híradó katonája, Jack Gell őrmester vitte vissza Taft és más elesett amerikai katonák holttestét a patakmederhez, erős ellenséges tűz alatt.
Észak-vietnámi támadás délről
14 óra 30 perckor megérkeztek a Charlie század utolsó katonái is a Ray Lefebvre százados vezette Delta század első alegységeivel együtt. A kirakás erős észak-vietnámi tűz alatt történt meg, így a frissen érkezett gyalogság és a helikopterszemélyzetek is veszteségeket szenvedtek. A Delta század megérkezett része az Alfa század balszárnyán foglalt állásokat. A Charlie század néhány perccel azután, hogy a kirakókörlet déli és délnyugati oldalára megérkezett minden alegysége, egy frontális észak-vietnámi támadással nézett szembe. Edwards százados rádión jelentette, hogy körülbelül 175–200 ellenséges katona rohamozza a Charlie század állásait. Mivel a csatatérnek ezen része jól belátható volt, Edwards százados képes volt masszív, pontos tüzérségi tüzet kérni az ellenségre illetve helyesbíteni azt, így az észak-vietnámiak súlyos veszteségeket szenvedtek. 15 órára a támadás kifulladt, és körülbelül egy órával a megkezdése után az észak-vietnámiak visszavonultak.
Támadás az Alfa és a Delta századok ellen
Körülbelül ugyanebben az időszakban erős észak-vietnámi támadás érte az Alfa századot és a Delta század eddig megérkezett elemeit is (amelyek az Alfa századhoz csatlakoztak a patakmeder közelében).
A század sebezhető bal szárnyát biztosítva egy észak-vietnámi átkarolás ellen, az Alfa század két géppuskája helyezkedett el körülbelül 70 méterre délnyugatra a század fő támpontjától. Theron Ladner szakaszvezető (Rodriguez Rivera őrvezető segédirányzóval) és Russell Adams szakaszvezető (Bill Beck szakaszvezető segédirányzóval) körülbelül egymástól 10 méterre helyezkedtek el, és intenzív tüzet vezettek az észak-vietnámi katonákra, akik megpróbáltak az Alfa és Charlie századok közötti résen keresztül támadni. Moore alezredes később kiemelte a két géppuskás csoportot, akik megakadályozták, hogy az észak vietnámiak az Alfa század oldalába kerüljenek és éket verjenek az Alfa és Charlie század közé. Adams és Rivera súlyosan megsebesültek a tűzharc közben. Miután őket visszavitték a zászlóalj sebesültgyűjtő fészkébe a vezetési pont mellé, hogy légi úton kiemeljék őket a harcmezőről, Beck, Ladner és Edward Dougherty őrvezető (lőszerszállító) folytatták a tüzelést, és megakadályozták az ellenség előrenyomulását. Beck később azt mondta a harcról:
„Amikor Nall doki ott volt velem, és Russellt látta el, féltem, nagyon féltem. Úgy féltem, mint még soha azelőtt. A félelem jön, de ha egyszer felismered és elfogadod, ugyanolyan gyorsan eltűnik, mint ahogy jött, és nem igazán törődsz vele többet. Csak megteszed, amit kell, de megtanulod, mit jelent igazából a félelem, az élet és a halál. A következő két órában egyedül voltam a géppuska mögött, és lőttem az ellenségre.”
A Delta század szintén súlyos veszteségeket szenvedett az észak-vietnámi támadás visszaverése alatt, a századparancsnok Lefebvre százados hamarosan a megérkezése után megsebesült, mint ahogy az egyik szakaszparancsnoka, Raul Taboda hadnagy is súlyos sérülést szenvedett. Lefebvre százados átadta a parancsnokságot George Gonzales törzsőrmesternek (akiről nem tudta, hogy szintén megsebesült). Egészségügyi kiürítő (medevac) helikoptereknek kellett volna elszállítaniuk a zászlóalj egyre növekvő számú sebesültjét, de csak kettő gép tudott berepülni, mielőtt a pilóták megszakították volna a küldetést az intenzív ellenséges tűz miatt. Ezért a lövészeket szállító Huey-k emelték ki újabb és újabb „körökben” a sebesülteket a kirakókörletből. A zászlóalj felderítő részlegvezetője, Tom Metsker százados (aki maga is sebesült volt), halálos sebet kapott, miközben a sebesült Ray Lefebvre századost segítette föl az egyik helikopterre.
Körkörös biztosítás
Edwards százados, a Charlie század parancsnoka Gonzales törzsőrmester vezetésével a Delta századot a Charlie balszárnyára rendelte, meghosszabbítva az amerikai állásokat az X-Ray kirakókörlet délkeleti oldala felé. 15 óra 20 perckor megérkezett a zászlóalj utolsó alegysége is, Larry Litton hadnagy pedig átvette a Delta század parancsnokságát. Ebben az utolsó „körben” történt, hogy az egyik helikopter túl magasan közelítette meg a kirakókörletet, és kényszerleszállást hajtott végre az amerikai állásokon kívül, a zászlóalj-vezetési pont közelében. A fedélzeten levőket sikerült gyorsan megmenteni. A Delta század tűztámogató alegységeinek megérkeztével az összes aknavetőt egy helyre összpontosították, hogy az Alfa és a Bravo századot támogassák. A Delta század felderítő szakasza (parancsnok: James Rackstraw hadnagy) lezárta a kirakókörlet északi és keleti oldalát, kialakítva a teljes körkörös biztosítást. Eddig a pontig az észak-vietnámiak akadálytalanul kerülhették volna meg északról az amerikai állásokat.
Második támadás az elszigetelődött szakasz felmentésére
Ahogy az észak-vietnámi támadás kifulladt az Alfa század ellen, Moore alezredes újabb kísérletet tett a Bravo század 2. szakaszának elérésére. 15 óra 45 perckor Moore hátraszállíttatta az Alfa és Bravo századok sebesültjeit, és hátrébb vonta a két századot a harcérintkezésből. Kis idő múlva az Alfa és a Bravo század megkezdte az előrenyomulást a patakmederből az elszigetelődött 2. szakasz felé. A támadóerő hamarosan veszteségeket szenvedett, és a Bravo század manővere elakadt egy termeszvárba jól beásott észak-vietnámi géppuskaállás miatt. Miután eredménytelenül lőtt ki rá egy páncéltörő rakétát, Marm hadnagy egymaga támadta meg a tüzelőállást. Az ellenség tüzében Marm hadnagy a gépkarabélyával és kézigránáttal megsemmisítette a géppuskafészket. Másnap egy tucatnyi halott észak-vietnámi katonát (köztük egy tisztet is) találtak a termeszvár mögött. Marm hadnagy a támadás alatt a nyakán és az állkapcsán sebesült meg, később megkapta tettéért a Medal of Honort.
A két század támadása körülbelül 70 métert jutott előre az elszigetelődött szakasz irányába, mielőtt holtpontra jutott volna. Ekkor az észak-vietnámiak egy, a Herrick szakaszától zsákmányolt amerikai M-60 géppuskával is tüzet nyitottak az Alfa század 1. szakaszára (amely a támadást vezette és fennállt a veszélye, hogy szintén elszakad a zászlóalj főerőitől). A tűzharc körülbelül 20-30 percig tartott, majd a két század engedélyt kért visszavonulni a kirakókörlet peremére (az engedélyt megkapták).
Az amerikaiak beássák magukat éjszakára
17 óra körül megérkeztek az X-Ray kirakókörletbe a 7. lovassági ezred 2. zászlóaljának (Moore alezredes zászlóaljának testvéralakulata) első alegységei a Bravo századból (parancsnok: Myron Diduryk százados). Az éjszakai védőállások kiépítése során Moore alezredes ennek a századnak két szakaszát a saját Bravo és Delta százada közé helyezte el az északkeleti oldalon, míg a harmadik szakasszal a Charlie századot erősítette meg (amely egy aránytalanul hosszú szakaszt védett).
Sötétedésre az 1. zászlóalj komoly veszteségeket szenvedett. Az Alfa század 34 embert veszített (közöttük 3 tisztet), a Bravo század 47 embert (köztük 1 tisztet), a Charlie század 4 embert.
Az amerikai erők teljes készenlétben voltak egész éjszaka. A világos holdfényben az észak-vietnámiak a Delta század kivételével valamennyi századtámpont ellen rajszintű támadásokat intéztek. Az amerikaiak csak korlátozottan válaszoltak ezekre a támadásokra. Az M-60 géppuskák, amelyeket úgy helyeztek el, hogy minél több szektort legyenek képesek lefogni, csak parancsra tüzelhettek, így az észak-vietnámiak nem tudták azonosítani a tüzelőállásaikat.
Az elszigetelődött 2. szakasz ellen három jelentősebb támadást intéztek az éjszaka folyamán (egyet közvetlenül éjfél előtt, egyet 03 óra 15 perckor, egyet 04 óra 30 perckor). Az észak-vietnámiakat, akik kis kürtökkel jeleztek egymásnak, tüzérségi tűzzel, gyalogsági fegyverek tüzével és kézigránátokkal verték vissza. A 2. szakasz nem szenvedett veszteséget az éjszaka alatt.

### 2. nap
Támadás hajnalban
Napkelte előtt, 06 óra 20 perckor Moore alezredes felderítő járőröket küldetett ki. 06 óra 50 perckor a Charlie század 1. szakaszának (parancsnok: Neil Kroger hadnagy) és 2. szakaszának (parancsnok: John Geoghegan hadnagy) járőrei körülbelül 150 métert haladtak előre az amerikai állásoktól, mielőtt harcérintkezésbe kerültek volna. A kibontakozó tűzharcban az amerikai járőrök visszavonultak a szakasztámpontokig. Nem sokkal ezután több mint 200 észak-vietnámi katona indított támadást déli irányból a Charlie század ellen. A tűztámogatás ellenére az észak-vietnámiaknak sikerült mintegy 70 méterre megközelíteniük az amerikai állásokat és a lövedékeik már a zászlóalj vezetési ponton és a kirakókörlet túloldali peremén csapódtak be.
A Charlie század 1. és 2. szakasza jelentős veszteségeket szenvedtek, beleértve a két szakaszparancsnokot is. Geoghegan hadnagy egy sebesült beosztottja, Willie Godboldt őrvezető mentése közben esett el (nem sokkal ezután Godboldt is belehalt a sebeibe). Két M-60 géppuska (James Kromer szakaszvezető és Clinton Poley szakaszvezető, Nathaniel Byrd szakaszvezető és George Foxe szakaszvezető) nélkülözhetetlen volt, hogy megakadályozza az észak-vietnámi támadást a 2. szakasz lerohanásában. A következő támadás a Charlie század 3. szakaszát érte. A századparancsnok, Edwards százados megsebesült, majd nem sokkal ezután a következő rangidős, John Arrington hadnagy is. A parancsnokságot egy szakasztiszthelyettes, Glenn A. Kennedy főtörzsőrmester vette át.
Támadás három irányból
07 óra 45 perckor az észak-vietnámiak több irányból intéztek támadást, főképp a Charlie század ellen. Az ellenséges tűz miatt többen megsebesültek a zászlóalj vezetési pontján is, köztük Moore alezredes híradó katonája, Robert Ouellette szakaszvezető is. A zászlóaljnak három irányból érkező támadó hullámokat kellett visszavernie. Ekkor történt, hogy Willard Parish szakaszvezető a Charlie századból (ekkor a Delta század támpontjába kerülve) kiérdemelte az Ezüstcsillagot, visszaverve egy intenzív ellenséges támadást a szektorában. Miután az M-60 géppuskájához a lőszer kifogyott, Parish a lövészgödréből a .45 kaliberű pisztolyával tüzelve verte vissza a támadókat. A csata után több mint 100 észak-vietnámi halottat számoltak össze Parish szakaszvezető tüzelőállása körül.
Ahogy a déli oldalon fokozódott a harc súlyossága, Charlie W. Hastings hadnagy (az USAF előretolt légiirányítója) meghozta a döntést (az USAF feltételeinek megfelelően), hogy leadja a „Kettétört Nyíl” kódszót, ami azt jelentette, hogy egy amerikai alegységet a lerohanás közvetlen veszélye fenyegeti. Ezzel Hastings hadnagy a Vietnámban elérhető valamennyi légitámogató platformot a helyszínre hívta, ami kiemelkedő mennyiségű tűztámogatás lekérésének lehetőségét hozta magával.

A Charlie század áttört vonalain az észak-vietnámiak hosszú percekig képesek voltak átjutni, megölni a sebesült amerikaiakat és megszerezni a fegyvereiket. 07 óra 55 perc körül Moore alezredes elrendelte az amerikai vonalak megjelölését színes füstgránátokkal. Ezután került sor a közvetlen légi támogatás lekérésére, a Charlie század támpontjába bejutott észak-vietnámi katonák ellen is. Nem sokkal ezután a zászlóalj-vezetési pont is az áldozata lett a baráti tűznek. Két F-100 Super Sabre repülőgép érkezett a kirakókörlet fölé, hogy napalmbombákat dobjanak, de véletlenül az amerikai vonalakra. Látva, hogy a két repülőgép túl közel akarja dobni a bombákat a saját csapatokhoz, Hastings hadnagy kétségbeesetten próbálta megszakítani a bevetésüket. A másodikként érkező gép elfordult, de az első már kioldotta a bombát. Hastings hadnagy minden erőfeszítése ellenére a támadásban több amerikai katona sebesült vagy halt meg. Joe Galloway haditudósító, aki ekkor segített az egyik sebesültet elszállítani a segélyhelyre, Jimmy Nakayama őrvezetőt, aki a Nemzeti Gárda főhadnagya volt (belehalt sebesüléseibe), később elmondta: 
„az X-Ray kirakókörletben 80 katona meghalt, 124 megsebesült, többen közülük borzasztóan.”
 Galloway szerint az egész csata során 234 amerikai katona esett el, és körülbelül 2000 észak-vietnámi.

09 óra 10 perckor a 2. zászlóalj Alfa századának első katonái is megérkeztek Joel Sugdinis százados vezetésével a kirakókörletbe. Ez a század az 1. zászlóalj Charlie századának maradványait erősítette meg. 10 óra körül az észak-vietnámiak ismét visszavonultak, csak szórványos tüzelés folyt tovább. A Charlie század rengeteg veszteséget okozott az ellenségnek, de maga is súlyos veszteségeket szenvedett a közel két és fél órás harc alatt: 42 halottat és 20 sebesültet. Rick Rescorla hadnagy a 2. zászlóalj Bravo századából elmondta, hogy a csata után a Charlie század szektorának megtisztítása során
„mindenfelé amerikai és észak-vietnámi holttestek hevertek. Én azon a részen voltam, ahol Geoghegan hadnagy szakasza védekezett. Sok halott észak-vietnámi katona feküdt a tüzelőállása körül. Egy halott amerikai még mindig egy észak-vietnámi torkát szorította. Egy fekete és egy latino katona egymás mellett feküdt. Úgy tűnt, mintha egymást segítve haltak volna meg.”
Erősítések
A harcok hevessége és az elszenvedett amerikai veszteségek miatt az 1. Lovassági hadosztály más alegységei is megérkeztek a többi kirakókörletbe és előrenyomultak az X-Ray kirakókörlet felé. Az 5. Lovassági ezred 2. zászlóalja a Victor kirakókörletben szállt le, körülbelül 3,5 kilométerre kelet-délkeletre az X-Ray kirakókörlettől. 08 óra körül hajtották végre a kirakást és körülbelül 4 óra alatt elértek a harcmezőre. A menet nagyrészt eseménytelenül telt, míg meg nem közelítették az X-Ray kirakókörletet. 10 óra körül 700 méteres távolságban a céltól a 7. Lovassági ezred 2. zászlóaljának Alfa százada szórványos tüzet kapott, és vonalba kellett fejlődnie. 12 óra 05 perckor a Tully alezredes vezette 2. zászlóalj (5. ezred) megérkezett az X-Ray kirakókörlethez.
Harmadik támadás az elszigetelődött szakasz felmentésére
Felhasználva Moore alezredes elgondolását, Tully alezredes az 1. zászlóalj (7. lovassági ezred) Bravo századát és a 2. zászlóalj (5. lovassági ezred) Alfa és Charlie századát rendelte az elszigetelődött 2. szakasz felmentésére. Tüzérségi tűztámogatással kísérve a három század lassan, de harcérintkezés nélkül elérte a kis dombot. A 2. szakasz súlyos veszteségeket szenvedett egynapi harca során, a 29 emberből kilencen meghaltak és tizenhárman megsebesültek. 15:30 körül, szórványos ellenséges tűzben a felmentő erő megkezdte a halottak és sebesültek visszaszállítását az X-Ray kirakókörletbe. A kirakókörletben a megerősített amerikai erők, amelyek ekkor Moore alezredes 1. zászlóaljából (7. lovassági ezred), Tully alezredes 2. zászlóaljából (5. lovassági ezred) és a 2. zászlóalj (7. lovassági ezred) egy századából álltak, újjászervezték a védelmet az éjszakára. A kirakókörletből kiemelték a sebesülteket és halottakat, a maradó erők pedig beásták magukat és megerősítették a támpontjaikat.
Éjszakai támadások a Bravo század (2. zászlóalj, 7. lovassági ezred) ellen
Az amerikai állásokat több alkalommal is zavaró jellegű támadások érték éjszaka, majd röviddel 04 óra előtt a kihelyezett botlódrótos aknák és jelzőrakéták kezdtek elműködni a Bravo század (2. zászlóalj, 7. lovassági ezred) támpontja előtt. 04 óra 22 perckor az észak-vietnámiak nagy erejű támadást indítottak a Bravo század ellen, körülbelül 300 katonával, amelyet az amerikaiak perceken belül visszavertek. Ebben döntő jelentőségű volt a gyalogsági fegyverek tüzén kívül a tüzérségi támogatás pontos lekérése az előretolt megfigyelő, Bill Lund hadnagy által. Négy tüzérségi üteget felhasználva, Lund a harcmező különböző helyeire pusztító hatású tűz-összpontosításokat lövetett a hullámokban támadó észak-vietnámiakra.
Az első támadás után körülbelül 20 perccel az ellenség újra támadott, ekkor C-123 Provider repülőgépekről dobott fáklyák világították be a csatateret, előnyösebbé téve a helyzetet a védekező amerikaiak számára. A Bravo század körülbelül 30 perc alatt visszaverte az ismételt támadást a kézifegyverek tüze és a tüzérségi támogatás kombinációjával. Nem sokkal 05 óra után egy harmadik támadás indult, amelyet James Lane hadnagy szakasza nagyjából 30 perc alatt visszavert. 06 óra 30 perc körül az észak-vietnámiak újra támadtak, ezúttal a századvezetési pont közelében. A precíz tüzérségi tűz ezúttal is súlyos veszteséget okozott a támadóknak, a túlélőket pedig gépkarabély- és géppuskatűzzel küzdötték le. A virradat közeledtével a támadások megszakadtak, a Bravo század az éjszakai harcok alatt összesen hat könnyű sebesültet veszített, halott nélkül.
Az X-Ray kirakókörlet biztosítva
November 16-a reggelre a csatát megkezdő 1. zászlóaljat (7. lovassági ezred) megerősítették a 7. lovassági ezred 2. zászlóaljával és az 5. lovassági ezred 2. zászlóaljával. Ha a korábbi veszteségeket nem tekintjük, ekkor a harcmezőn álló amerikai erők nagyjából ugyanakkorák voltak, mint a kezdeti észak-vietnámi erők, három zászlóalj vagy egy teljes dandár. Ezen a délutánon az 1. zászlóaljat kivonták a csatatérről, míg a másik két zászlóalj védelemre rendezkedett be az éjszakára.
A csata ekkorra látszólag befejeződött. Az észak-vietnámi alegységek több száz fős veszteséget szenvedtek, és nem voltak képesek folytatni a harcot. Az amerikaiak 79 halottat és 121 sebesültet veszítettek, de a megerősítésekkel képesek voltak a hatékony védekezésre. Az adott helyzetben nem volt további ok az amerikai erők maradására, a küldetésüket teljesítették, vitatható sikerrel. Mindezeken túl, Brown ezredes, aki a teljes művelet ideje alatt az elöljáró parancsnok volt, aggódott a hírek miatt, amelyek szerint a kambodzsai határ irányából az észak-vietnámiak további erőket csoportosítanak át a területre.
Brown ezredes vissza akarta vonni az erőit, de Westmoreland tábornok parancsára a két zászlóaljnak az X-Ray kirakókörletben kellett maradnia, hogy elkerüljék a visszavonulás látszatát.
Az X-Ray kirakókörlet közelében 634 észak-vietnámi katona holttestét találták meg, és becslések szerint távolabb további 1215 észak-vietnámi esett el a tüzérségi tűz és légicsapások következtében. 6 észak-vietnámi katona esett hadifogságba, 6 kollektív és 135 egyéni fegyvert zsákmányoltak az amerikai erők, további 75-100 darabot megsemmisítettek.

## A 2. zászlóalj (7. lovassági ezred) és a lesállás az Albany kirakókörletnél
A következő napon, november 17-én, a két amerikai zászlóalj elhagyta az X-Ray kirakókörletet, és harci menetet hajtott végre az új kijelölt kirakókörletekhez: az 5. lovassági ezred 2. zászlóalja Bob Tully alezredes vezetésével a Colombus kirakókörlethez körülbelül 4 kilométerre északkeletre, a 7. lovassági ezred 2. zászlóalja Robert McDade alezredes vezetésével az Albany kirakókörlethez. szintén körülbelül 4 kilométerre észak-északkeletre, a Drang folyó közelébe.
Az USAF B-52 Stratofortress bombázói ekkor már úton voltak Guamról, hogy bombázzák a Chu Pong hegység keleti lejtőit. A szárazföldi amerikai csapatoknak egy három kilométeres biztonsági zónán kívülre kellett húzódnia kora délelőttre. Tully alezredes zászlóalja 09 órakor indult, McDade alezredes zászlóalja tíz perccel ezután.
A lesállást megelőző események
Az ellenséges jelenlétre utaló első jeleket az amerikai menetoszlop éljárőr raja észlelte, Donald J. Slovak törzsőrmester vezetésével: <blockqoute>„Ho Si Minh-szandálnyomokat, észak felé mutató bambusznyilakat, letaposott füvet és szétszórt rizsszemeket láttunk.”
```
Miután 2 kilométert megtettek, a 7. lovassági ezred 2.
 
zászlóalját az Alfa százada tovább vezette északnyugat felé, míg az 5.
 
lovassági ezred 2.
 
zászlóalja a Colombus kirakókörlet felé vette az irányt. Az Alfa század néhány fűkunyhót talált, amelyeket felgyújtottak. 11
 
óra 38
 
perckor az 5.
 
lovassági ezred 2. zászlóalja megérkezett beérkezett a Colombus kirakókörletbe. Ekkor ezen a területen az ÉVNH 66. gyalogezredének 8.
 
zászlóalja, a 33.
 
gyalogezred 1.
 
zászlóalja és a 3.
 
zászlóaljának parancsnoksága helyezkedett el. Amíg a 33.
 
gyalogezred alegységei súlyos veszteségeket szenvedtek a Különleges Erők Plei Me-i táborának támadása során, a 66.
 
gyalogezred 8.
 
zászlóalja Chu Huy Man tábornok tartalék ereje volt, friss és pihent.
[
13
]
```

Az Alfa század észrevette a légitámogatás hiányát és a századparancsnok, Joel Sugdinis csodálkozott, hová lettek a harci helikopterek. Hamarosan a hátuk mögött, a távolban robbanásokat hallottak: a B-52 bombázók megkezdték a bevetéseket a Chu Pong hegység ellen. D. P. (Pat) Payne hadnagy, a felderítő szakasz parancsnoka néhány termeszvárat megkerülve hirtelen egy, a földön fekvő, pihenő észak-vietnámi katonába ütközött. Payne hadnagy elfogta az ellenséges katonát, miközben tíz méterrel arrébb a szakasztiszthelyettese is elfogott egy másikat. Más észak-vietnámi felderítők megszökhettek és jelenthettek a 33. gyalogezred 1. zászlóaljának parancsnokságán. Az észak-vietnámiak ekkor kezdték a támadásukat szervezni az amerikai menetoszlop ellen. Ahogy a hadifogolyejtés hírét meghallotta, McDade alezredes megállította a menetet, és az alakzat végéről előrement, hogy személyesen hallgassa ki a foglyokat. A két hadifoglyot körülbelül 100 méteres távolságra fogták el az Albany-nak nevezett tisztás délnyugati szélétől a jelentés szerint, amit a hadosztály Pleiku-i bázisára küldtek 11 óra 57 perckor.
McDade alezredes ekkor előrerendelte a századparancsnokait eligazításra, a legtöbbjük a híradó katonájukkal együtt érkezett. Az Alfa század előremozgott az Albany kirakókörletbe, McDade alezredes és a parancsnoki elem velük együtt mozgott. A parancs szerint a többi századparancsnok is előrejött McDade alezredeshez. Az Alfa század után a Delta következett a sorban, ami helyben maradt, így a mögötte következő Charlie század is. Ezután következett a zászlóalj törzsszázada, majd az oszlop végén az 5. lovassági ezred 1. zászlóaljának Alfa százada. Az amerikai menetoszlop előkészítetlen, nyílt terepen állt meg, és körülbelül 500 méter hosszan húzódott szét. A legtöbb alegység kikülönített ugyan oldalbiztosítókat, de az emberek elcsigázottak voltak a hatvanórás ébrenléttől és a négyórás meneteléstől. Az elefántfű mellmagasságig ért, így a láthatóság korlátozott volt. A rádiók, amelyeken keresztül légitámogatást lehetett volna kérni, a századparancsnokokkal voltak.
Egy óra tíz perccel a két észak-vietnámi elfogása után az Alfa század és McDade alezredes parancsnoki eleme elérte az Albany tisztást. A zászlóalj vezetése egy kis facsoportba települt a tisztás északi végén, amin túl egy másik tisztás kezdődött. A zászlóalj többi része az Albany kirakókörlettől keletre, egy szétnyílt oszlopban maradt. A zászlóalj vezénylőzászlósa, James Scott és Charles Bass őrmester ekkor ismét megpróbálták kihallgatni a hadifoglyokat. Ezalatt Bass őrmester vietnámi hangokat hallott, és a tolmács megerősítette, hogy az ÉVNH katonáit hallják. Az Alfa század öt percen belül beérkezett a kirakókörletbe, és szinte azonnal kitört a tűzharc.
Lesállás a 2. zászlóalj ellen
Pat Payne hadnagy felderítő szakasza 200 méteres távolságon belülre került az ÉVNH 33. gyalogezred 3. zászlóaljának vezetési pontjához, a 66. gyalogezred 550 fős 8. zászlóalja az amerikai menetoszloptól északkeletre táborozott. Ahogy az amerikaiak megálltak pihenni a magas fűben, az észak-vietnámiak százával közeledtek feléjük. 13 óra 15 perckor tört ki a heves közelharc, ami 16 órán keresztül tartott.
Az észak-vietnámi erők először az amerikai menetoszlop első részét rohanták le, majd gyorsan haladtak lefelé a menetoszlop keleti oldalán, hogy egy L alakú lesállást hajtsanak végre. Az észak-vietnámiak a menetoszlop mentén támadtak, az alegységeik sorban váltak ki, hogy létszámfölényüket kihasználva lerohanják az amerikaiakat, és közelharcban megsemmisítsék őket. McDade alezredes parancsnoki eleme az Albany kirakókörletet kettéosztó facsoportban talált fedezéket a kézifegyverek és aknavetők tüze ellen, a termeszvárak és fák között. Az állás védelmét a felderítő szakasz és az Alfa század első szakasza látta el. 13 óra 26 percre teljesen elszigetelődtek a zászlóalj többi részétől, a területen, ahonnan jöttek, hemzsegtek az észak-vietnámi katonák. Míg a légitámogatás megérkezésére vártak, az Albany kirakókörletet tartó amerikaiak elhárították az ellenük intézett támadásokat, és tüzeltek a nyílt területen mozgó észak-vietnámiakra. Mint később kiderült, ezek az észak-vietnámiak sebesült amerikaiakat kerestek a fűben.
Az ütközet egész ideje alatt a fák között hallani lehetett, ahogy az egyes századok a túlélésért közdenek. A 2. zászlóalj hamar két állásra zsugorodott. Az egyik az Albany kirakókörletben védekezett, az Alfa század túlélőiből, a felderítő szakaszból, a megtizedelt Charlie és Delta századokból és a parancsnoki elemből állt. A másik, ennél kisebb állás az eredeti menetoszlop végén, innen 5-700 méterre délre harcolt, az 5. lovassági ezred 1. zászlóaljának Alfa százada (parancsnok: George Forrest százados). Forrest százados az észak-vietnámi aknavetők tüzén keresztül rohant vissza a századához McDade alezredes eligazításáról.
A Charlie és Alfa századok összesen 70 embert veszítettek a harc első perceiben. A csata végére a Charlie század 45 halottat és több mint 50 sebesültet veszített, a legnagyobb veszteséget az Albany kirakókörletnél harcoló alegységek közül. Az USAF A-1E Skyraider repülőgépei hamarosan megérkeztek a légicsapások végrehajtására és napalmbombákat dobtak az amerikai csapatok támogatására. Az ütközet körülményeire és a harcoló felek összekeveredésére tekintettel valószínű, hogy a légicsapások és a tüzérségi tűz amerikai veszteségeket is okoztak.
Megérkezik az amerikai erősítés
14 óra 55 perckor az 5. lovassági ezred 1. zászlóaljának Bravo százada Buse Tully százados vezetésével elindult a Colombus kirakókörletből a 7. lovassági ezred 2. zászlóalj menetoszlopának vége irányába, ami körülbelül 3 kilométer távolságra volt. 16 óra 30 percre elérték Forrest százados Alfa századának támpontját. Biztosítottak berakókörletet, ahol mindössze egy helikopter volt képes leszállni egyidőben és evakuálták a sebesülteket. Tully százados alegysége folytatta az előrenyomulást az amerikai menetoszlop mentén, az észak-vietnámiak pedig megpróbálták megakadályozni őket ebben. A Bravo század tűz alá került egy fasorból, amelyet megtámadtak és kivetették belőle az ellenséget. 18 óra 25 perckor parancsot kaptak, hogy hozzanak létre egy támpontot a Forrest százados alegységével közösen az éjszakára. Másnap reggelre tervezték folytatni a mozgást az Albany kirakókörlet felé.
16 óra körül Myron Diduryk százados, a 7. lovassági ezred 2. zászlóalj Bravo századának (az X-Ray kirakókörletért vívott harc veteránjai) parancsnokát utasították, hogy készüljön fel megerősítésként alkalmazásra. A század első katonái 18 óra 45 perckor kerültek kirakásra az Albany kirakókörletben.
Rick Rescorla hadnagy, a század egyetlen, X-Ray kirakókörlet után életben maradt szakaszparancsnoka vezette az embereket a támpont peremének kitágítására a jobb biztosítás megszervezése érdekében. A sebesülteket az Albany kirakókörletben 22 óra 30 perc körül emelték ki, intenzív földi tüzet kapva a leszállás és kiemelés során.
Másnap, november 18-án reggel az amerikai erők megkezdték a saját halottjaik összegyűjtését. Ez a feladat elvitte a nap és a másnap nagy részét, mivel az amerikai és észak-vietnámi halottak nagy területen hevertek szerteszét a harcmezőn. Rescorla hadnagy úgy írta le a helyzetet, mint
„egy nagy, véres közlekedési baleset a dzsungelben.”
A halottak összegyűjtése során Rescorla hadnagy egy halott észak-vietnámi katonánál egy nagy, ütött-kopott francia kürtöt talált.
Az amerikai alegységek végül november 19-én hagyták el az Albany kirakókörletet a Crooks kirakókörlet felé (a 13°40′5.6″N 107°39′10″E koordinátán, tíz kilométeres távolságban). Az Albany kirakókörletért vívott csata során az amerikaiaknak 155 halottat és 124 sebesültet veszítettek.
Egy amerikai katona, Toby Braveboy csak november 24-én került kiemelésre, amikor sikerült észrevétetnie magát egy elhaladó H-13 felderítő helikopterrel.
A 35 napig tartó Silver Bayonet hadművelet során elveszített 300 amerikai halott körülbelül fele ebben a 16 óráig tartó ütközetben esett el.
Az amerikai jelentések szerint az ütközetben 403 észak-vietnámi elesett, becslések szerint 150 megsebesült. Az amerikaiak 112 puskát, 33 könnyű géppuskát, 3 nehézgéppuskát, két gránátvetőt és 4 aknavetőt zsákmányoltak.

## Eredmények
Az ÉVNH Központi Fennsík Frontjának egy 1966. évi jelentése szerint a fenti napokon az amerikai erőkkel vívott öt nagyobb ütközetben az észak-vietnámiak 559 halottat és 669 sebesültet vesztettek. Az ÉVNH forrásai szerint az amerikai csapatok az Ia Drang hadművelet során 1500–1700 fős veszteséget szenvedtek. Az amerikai források ebből 305 halott és 524 sebesült elvesztését ismerik el (beleértve az 1965. november 14–18. között elveszített 234 halottat és 242 sebesültet), viszont szerintük az 1. lovassági hadosztály fenti harcai során az észak-vietnámiak 3561 halottat és több mint 1000 sebesültet veszítettek. Valószínűleg mindkét oldal túlbecsüli az ellenséges veszteségeket. Különösen túlzónak tűnik az amerikai fél becslése az Albany kirakókörletnél elesett 403 észak-vietnámi katona számát illetően. McDade alezredes később azt állította, hogy nem jelentett semmilyen adatot az észak-vietnámi veszteségekről az Albany kirakókörletnél és még 200 halott észak-vietnámi katonát sem látott ott.
Ez a csata tekinthető a szembenálló felek taktikájának vázlataként is. Az amerikaiak a légimozgékonyság, tüzérségi támogatás és közvetlen légi támogatás alkalmazásával akarták teljesíteni a küldetésüket. Az ÉVNH és VietKong erők megtanulták, hogy az amerikaiak elsöprő tűzfölényét semlegesíthetik, ha gyorsan közel kerülnek az amerikai gyalogsághoz. Nguyen Huu An ezredes, az észak-vietnámi parancsnok ezeket az X-Ray kirakókörletnél tanultakat már beépítette az Albany kirakókörletnél kiadott parancsaiba.
„Törjetek be a menetoszlopba, ragadjátok meg őket az övüknél fogva, így kerüljétek el a veszteségeket a tüzérségtől és a légicsapásoktól.” 
Westmoreland tábornok és An ezredes is sikeresnek ítélte meg a csatát. Ez a csata volt az egyike a háború kevés kezdeti csatájának, és megalapozta az amerikai „holttest-számláló” koncepciót mint a siker mértékét, mivel az amerikai források a veszteségek arányát 10 : 1-hez adták meg.

## Kitüntetések
- Walter Marm hadnagy 1967. február 15-én megkapta a Medal of Honor-t az X-Ray kirakókörletnél vívott három napos csata során végrehajtott tetteiért. Méltatása több példáját tartalmazza hősiességének, amelyek közül többet már sebesültként vitt végbe.[30]
- John Geoghegan hadnagy posztumusz az Ezüstcsillag, Bronzcsillag, Bíborszív és Air Medal kitüntetéseket kapta. Geoghegan hadnagy az X-Ray kirakókörletben esett el, miközben megpróbált sebesült bajtársa, Willie Godbolt segítségére sietni. A neveik egymás után következnek az Elesettek Falán.
- Ed Freeman százados (2001. július 16-án)[31] és Bruce Crandall százados (2007. február 26-án)[32] helikopterpilóták a Medal of Honor-t kapták, mert több alkalommal (14, illetve 22) önként repültek be a tűz alatt álló X-Ray kirakókörletbe fegyvertelen helikoptereikkel, annak ellenére, hogy az ellenséges tűz olyan heves volt, hogy az egészségügyi kiürítő helikopterek megtagadták a berepülést. Freeman és Crandall minden berepülés alkalmával vizet és lőszert szállított be és sebesülteket emelt ki, számtalan ember életét megmentve ezzel.
- Ernie Savage őrmester a Distinguished Service Cross-t kapta meg,[33]

"kiemelkedő hősiességéért heves és kitartó ellenséges tűz alatt egy egyébként jelentéktelen dombon az Ia Drang völgyben"
.
- Harold "Hal" Moore alezredes, a 7. lovassági ezred 1. zászlóaljának parancsnoka a Distinguished Service Cross-t kapta meg. Méltatása kiemeli a példamutató vezetését, harcvezetői képességeit és megingathatatlan bátorságát.[34]
- Joseph Galloway haditudósító volt az egyetlen civil, aki a vietnámi háború alatt megkapta a Bronze Star Medal-t a bátorságért, mert több alkalommal is saját testi épségével nem törődve mentett sebesült katonákat ellenséges tűz alatt.[35]

Annak ellenére, hogy az Ia Drang völgyében vívott csata számos veteránja kapott kitüntetést, könyvében (We Were Soldiers Once… And Young) Moore alezredes ezt írja:
"Voltak problémáink a kitüntetésekkel… Túl sok ember esett el bátran és hősiesen, miközben azok, akik látták a halálukat, szintén elestek… Olyan hősiességek, amelyeket más csatatereken, más napokon Medal of Honor-ral, Distinguished Service Cross-sal vagy Ezüstcsillaggal ismertek volna el, itt csak egy táviratot értek, amik azt írták: „A Hadügyminisztérium sajnálattal értesíti…” Ugyanez igaz volt a testvéralakulatunkra, a 2. zászlóaljra is."

## Fordítás
- Ez a szócikk részben vagy egészben  a   Battle of Ia Drang című angol Wikipédia-szócikk fordításán alapul.  Az eredeti cikk szerkesztőit annak laptörténete sorolja fel. Ez a jelzés csupán a megfogalmazás eredetét és a szerzői jogokat jelzi, nem szolgál a cikkben szereplő információk forrásmegjelöléseként.